# 1C Company
1C Company (Russisch: Фирма "1С", Firma "1C") is een onafhankelijke ontwikkelaar van computerspellen en bedrijfssoftware gesitueerd in Moskou (Rusland). In Rusland zijn ze marktleider in bedrijfssoftware. Buiten Rusland zijn ze vooral bekend voor de IL-2 Sturmovik-serie. Naast het ontwikkelen geven ze tevens software uit van andere bedrijven zoals Kaspersky Lab.

## Ontwikkelde spellen
Dit is een lijst van alle spellen ontwikkeld door 1C Company (let op: dit zijn niet de spellen uitgegeven door 1C Company):
| Titel                                                 | Genre              | Platform                | Uitgebracht | Uitgever        |
| ----------------------------------------------------- | ------------------ | ----------------------- | ----------- | --------------- |
| IL-2 Sturmovik                                        | Vliegsimulatie     | PC                      | 2001        | Ubisoft         |
| IL-2 Sturmovik: Forgotten Battles                     | Vliegsimulatie     | PC                      | 2003        | Ubisoft         |
| IL-2 Sturmovik: Forgotten Battles: Ace Expansion Pack | Vliegsimulatie     | PC                      | 2004        | Ubisoft         |
| IL-2 Forgotten Battles: Gold Pack                     | Vliegsimulatie     | PC                      | 2004        | Ubisoft         |
| Pacific Fighters                                      | Vliegsimulatie     | PC                      | 2004        | Ubisoft         |
| IL-2 Sturmovik Series: Complete Edition               | Vliegsimulatie     | PC                      | 2006        | Ubisoft         |
| PE-2                                                  | Vliegsimulatie     | PC                      | 2006        | Ubisoft         |
| Theatre of War                                        | Real-Time Strategy | PC                      | 2007        | Battlefront.com |
| IL-2 Sturmovik: 1946                                  | Vliegsimulatie     | PC                      | 2007        | Ubisoft         |
| IL-2 Sturmovik: Birds of Prey                         | Vliegsimulatie     | Xbox 360, PS3, PSP, NDS | 2009        | 1C Company      |
| IL-2 Sturmovik: Cliffs of Dover                       | Vliegsimulatie     | PC                      | 2011        | Ubisoft         |